# 키 싸기

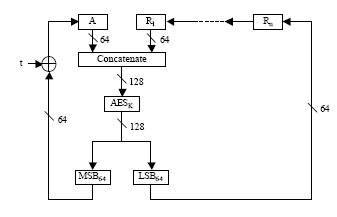
NIST AES 키 싸기 사양

키 싸기 또는 키 랩(Key Wrap) 구조는 암호 키를 캡슐화 (암호화)하도록 고안된 대칭 키 암호 알고리즘의 한 분류이다. 키 포장 알고리즘은 (ㄱ) 신뢰하지 않는 장치에 있는 키를 보호하거나, (ㄴ) 신뢰되지 않은 네트워크 통신 구간에서의 키 전송을 하는 응용 프로그램에서 사용된다. 이 구조는 일반적으로 블록 암호와 암호화 해시 함수 같은 표준 바탕에서 가지고 만들어진다.

## 같이 보기
- 인증된 암호 방식
- 키 관리